# Childerik III

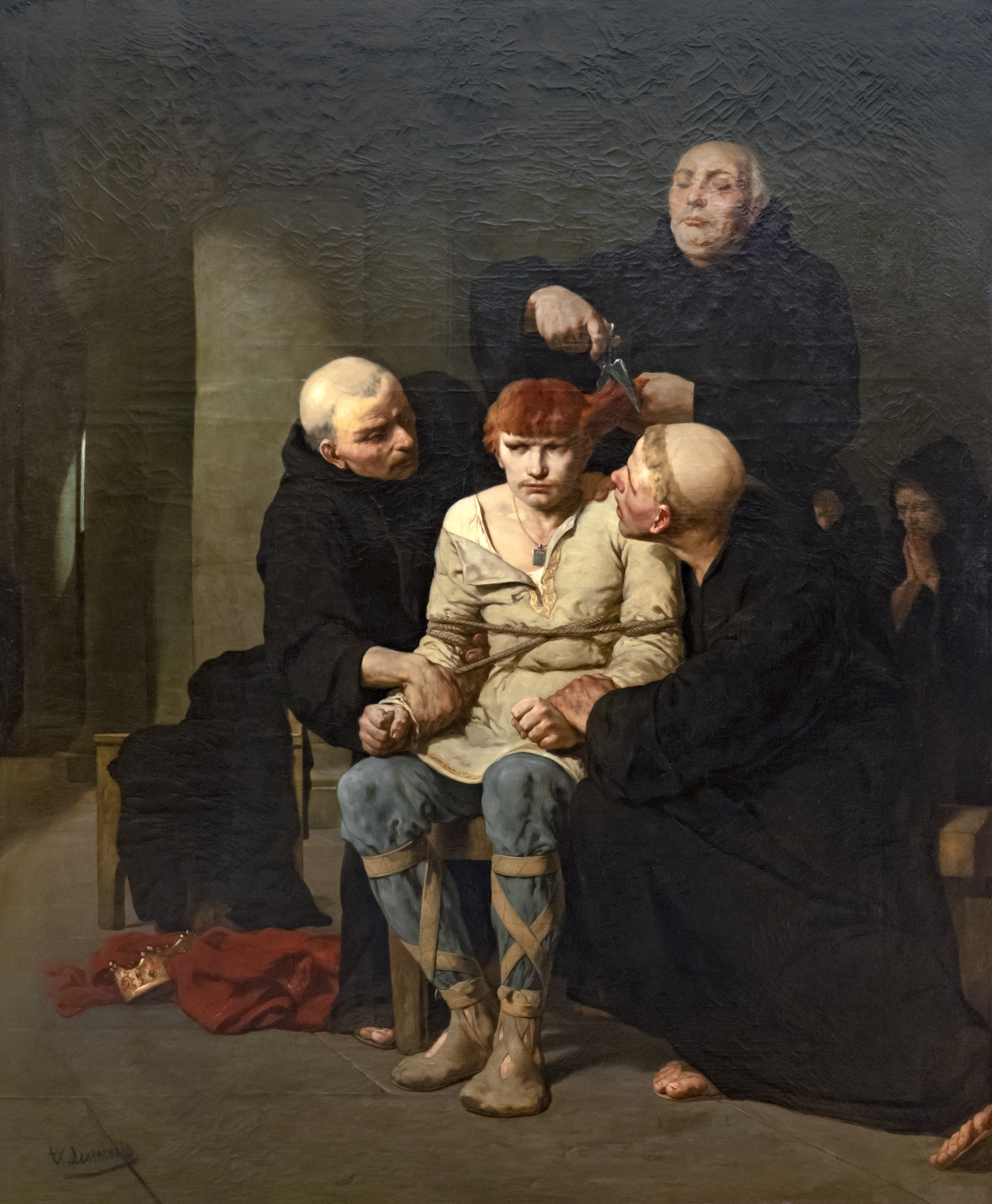
Målningen Le dernier des Mérovingiens av Évariste Vital Luminais skildrar hur Childeriks hår skärs av när han avsätts som kung

Childerik III (född omkring 720, död 754) frankisk merovingisk kung 743–751. Son till Chilperik II.
Childerik var en marionettkung som hölls isolerad i ett kloster. Efter sju år utan kung tillsattes Childerik 743 av karolingerna Pippin den lille och Karloman för att bemöta ett uppror från anhängare till den gamla frankiska adeln. 
Då Karloman drog sig tillbaka 747 övervägde Pippin att själv överta kronan men valde att avvakta. Childerik blev knappast överraskad då han till sist avsattes av Pippin 751 med påven Zacharias samtycke och förvisades till klostret Saint-Bertin (Saint Omer). 
Pippin blev i och med det den förste karolingiske kungen och Childerik den siste merovingiske kungen. Childerik dog i sitt kloster och efterlämnade sonen Theoderik som hölls isolerad i klostret Saint-Wandrifie.